# Kaple svatého Cyrila a Metoděje (Radhošť)
Kaple svatého Cyrila a Metoděje je kaple na vrcholu Radhoště, vysvěcena byla olomouckým arcibiskupem Theodorem Kohnem v roce 1898. Zpočátku měla podobu kamenné stavby s bílou omítkou a kupolí v byzantském stylu. Nad vchodem do chrámku byl vyveden nápis „Milujte se, Slované, a sjednoťte se u víře, kterou zde hlásali svatí Cyril a Methoděj“. Jejich sousoší (dílo Albína Poláška) se nalézá vně kaple. Kaple je nejvýše položená církevní stavba v ČR.
Dřevěná zvonice se šindelovou střechou byla přistavěna v roce 1924 při celkové opravě – tehdy byla celá kaple obložena impregnovaným šindelem, aby se zabránilo vlhnutí zdiva.
Okna kaple mají barevné vitráže s postavami světců (svatý Václav a další čeští svatí) a jmény donátorů z okolních obcí. V jubilejním roce republiky, dne 23. června 1928, navštívil tento chrám prezident Tomáš Garrigue Masaryk, což připomíná bronzová deska ve vstupním vestibulu, obnovená v roce 2005.
O kapli se starají členové spolku Matice radhošťská (založena roku 1905) z Trojanovic, kteří také řídili obnovu dřevěné zvonice v roce 2000. V pátek 6. 9. 2024 od 16 hodin zde sloužil mši svatou ke 30.výročí obnovení Matice radhošťské moravský metropolita a olomoucký arcibiskup Mons. Josef Nuzík.

## Galerie

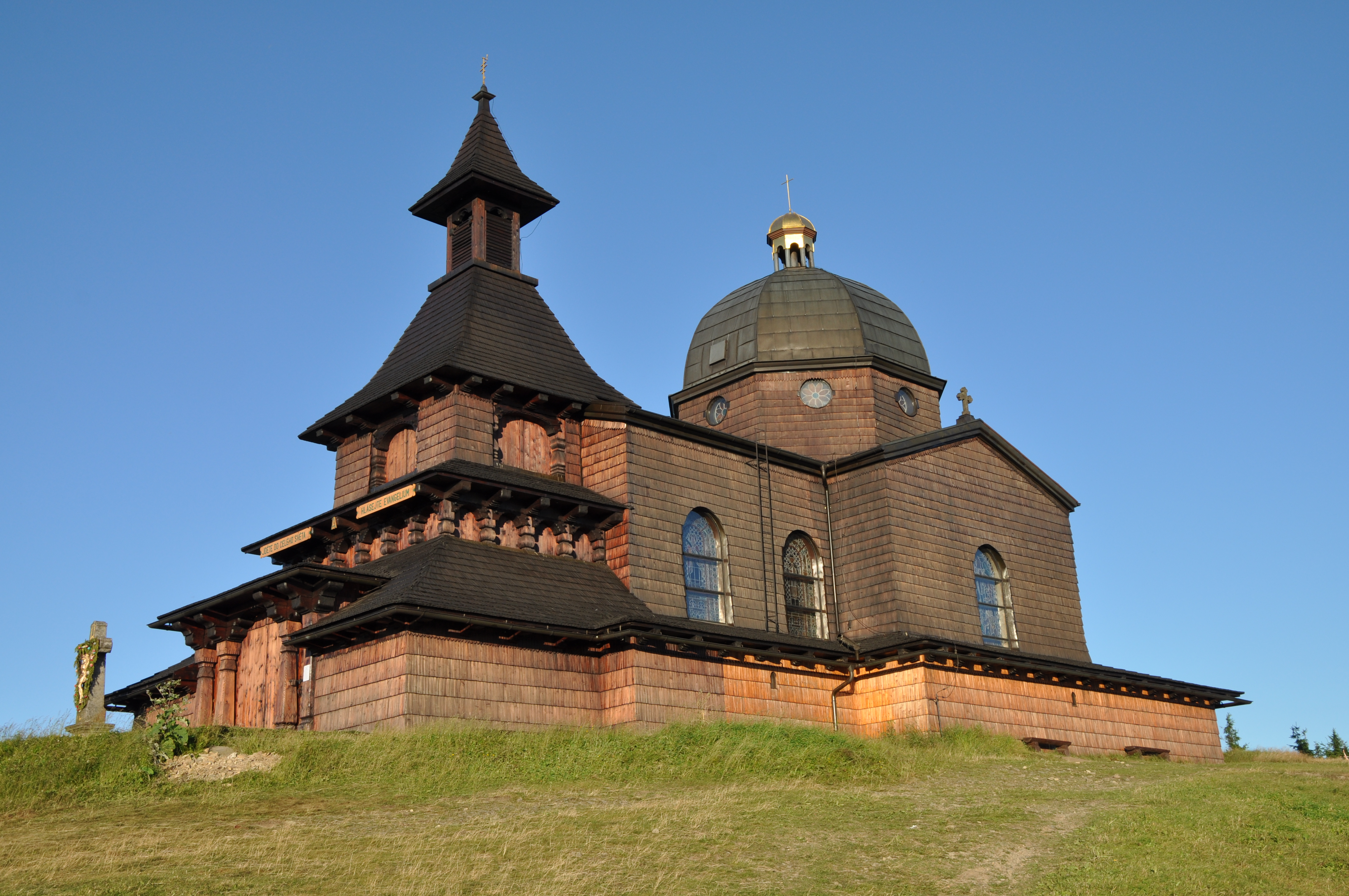
Kaple svatého Cyrila a Metoděje
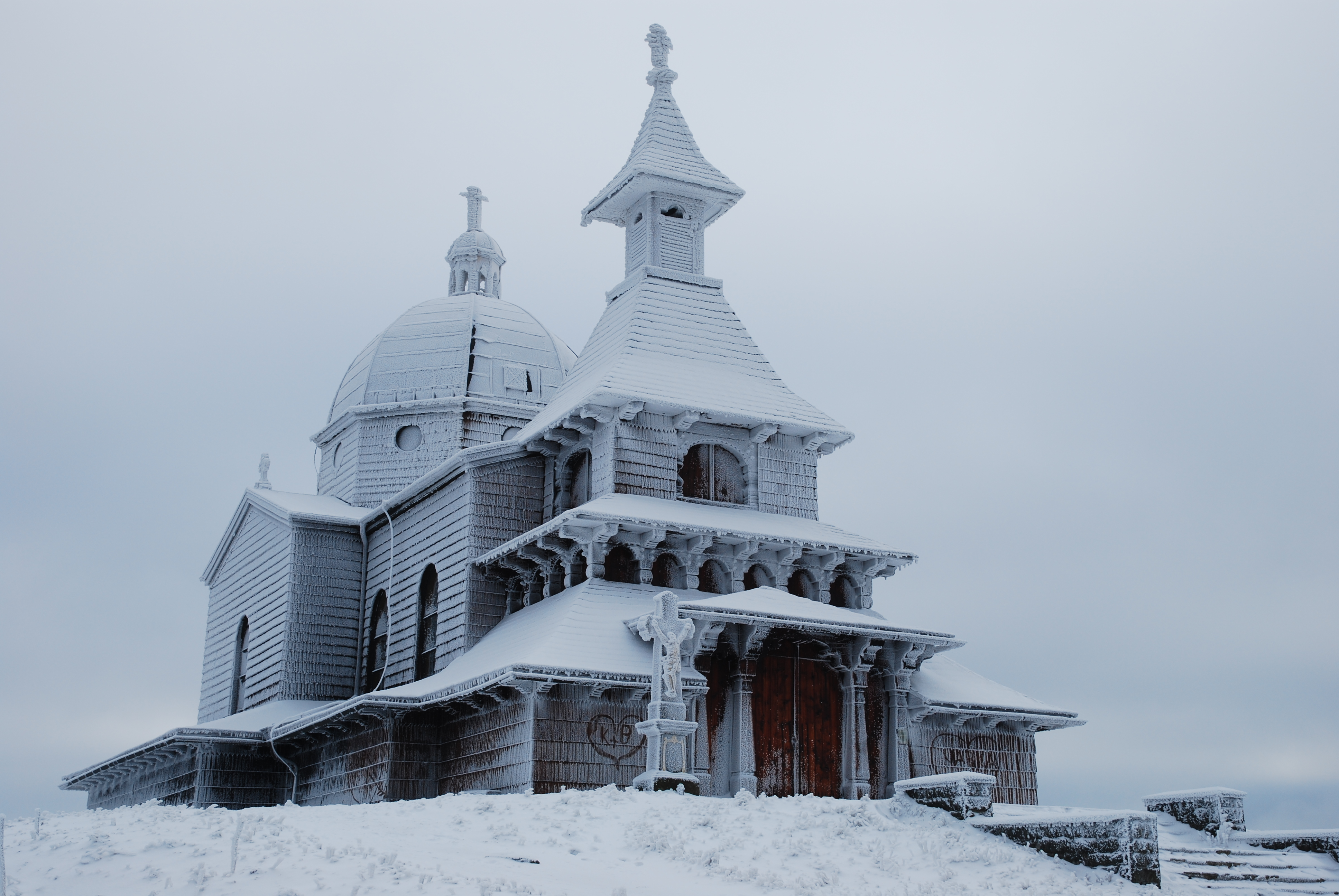
Zimní pohled
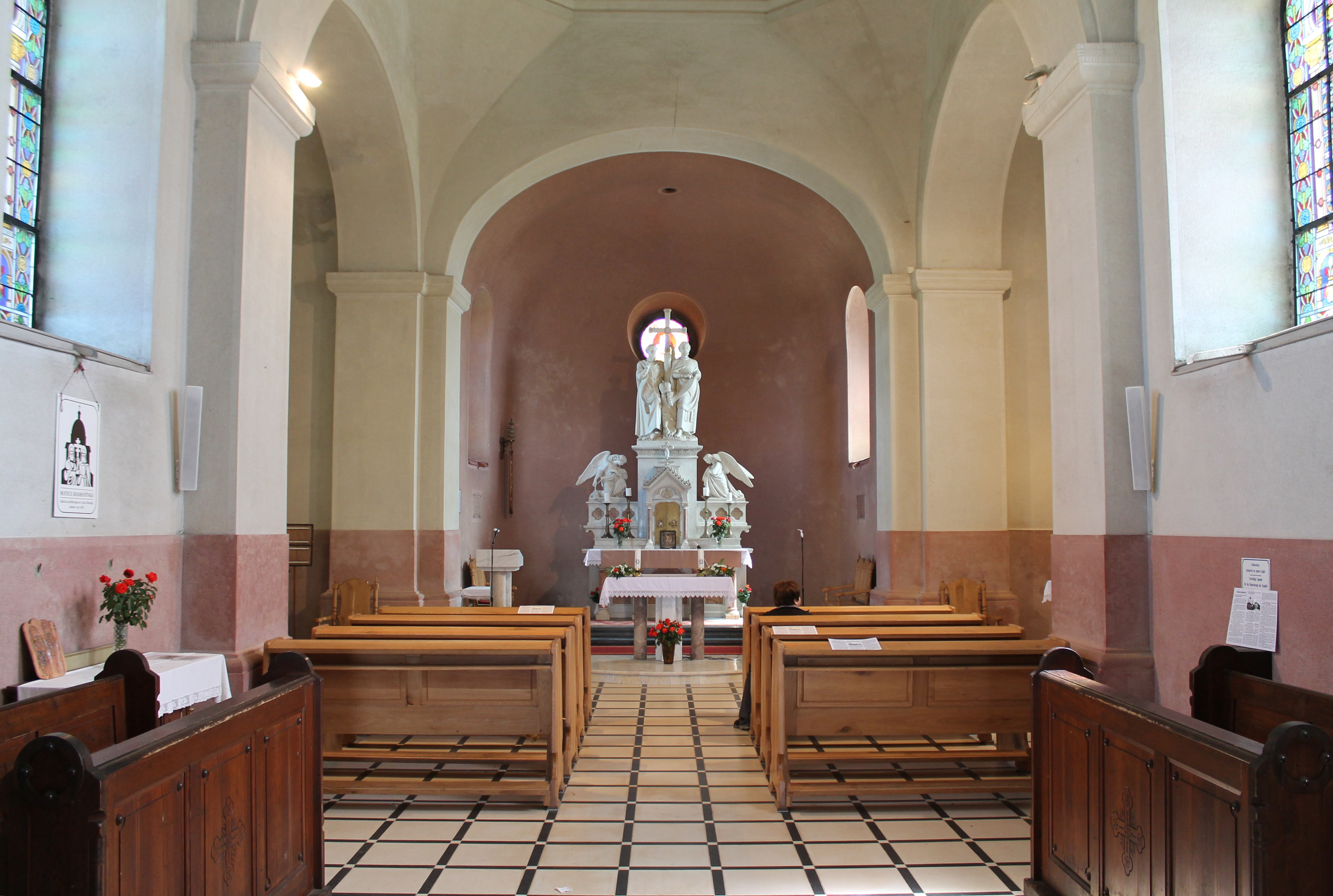
Interiér kaple
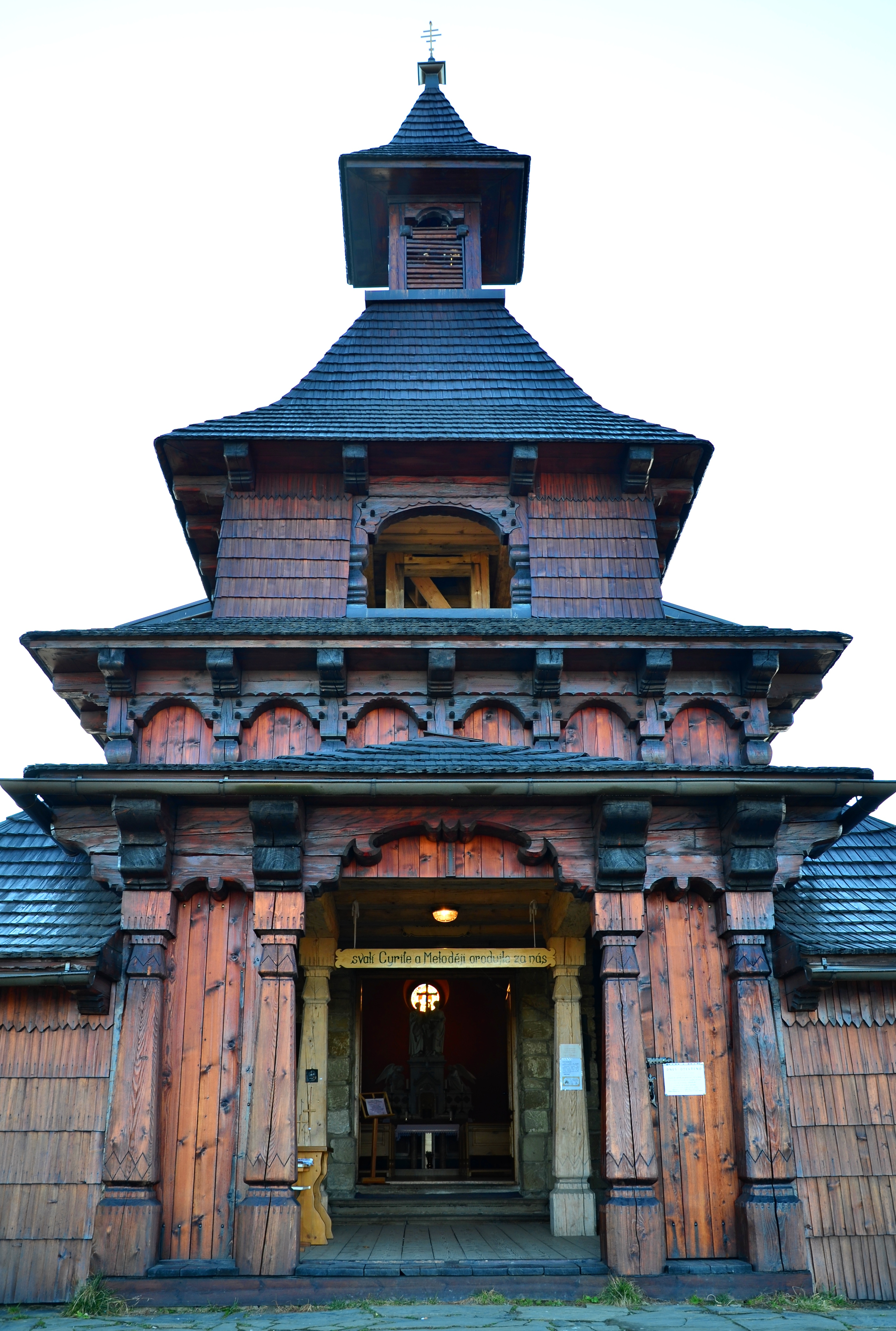
Vstup do kaple
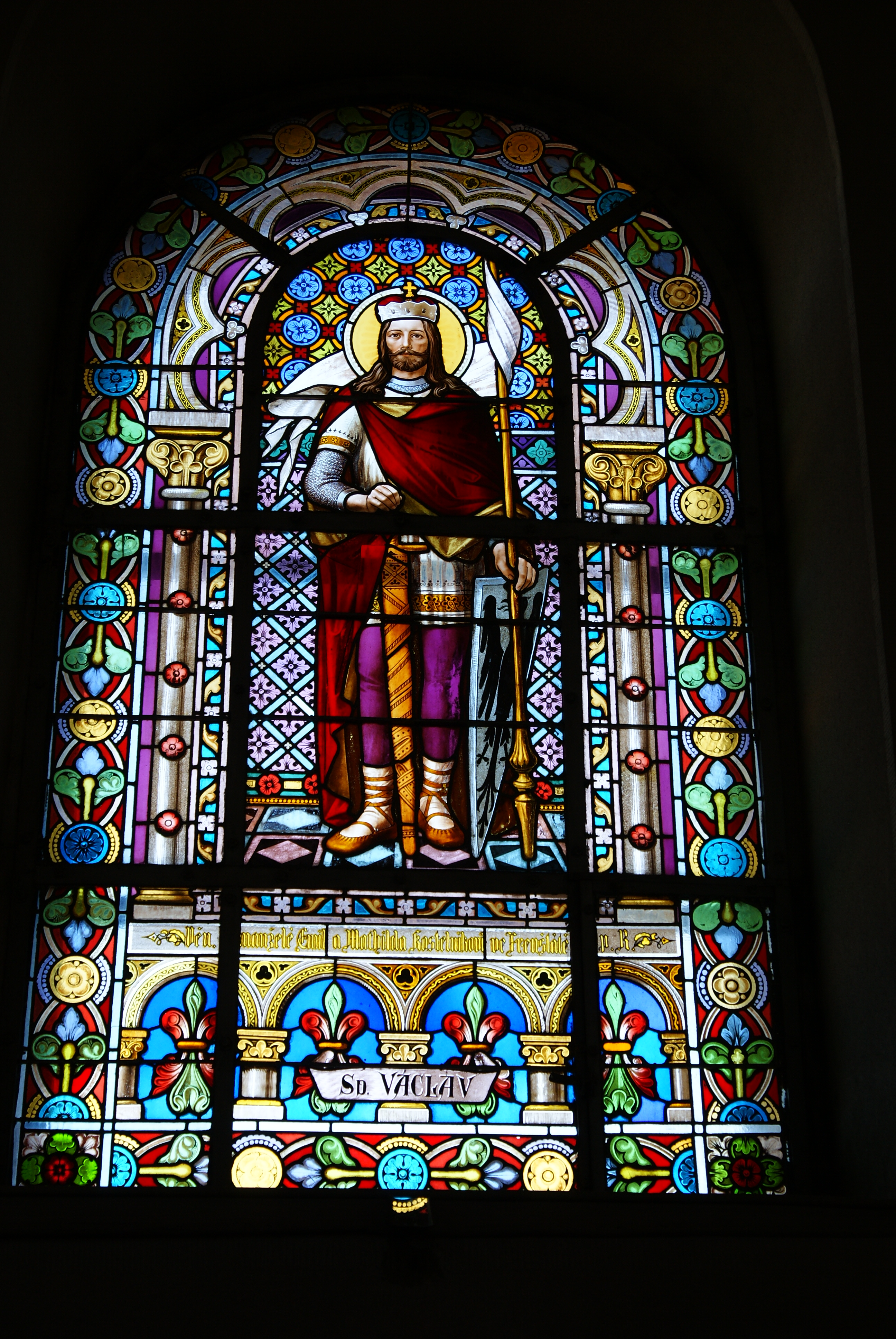
Vitráž se sv. Václavem
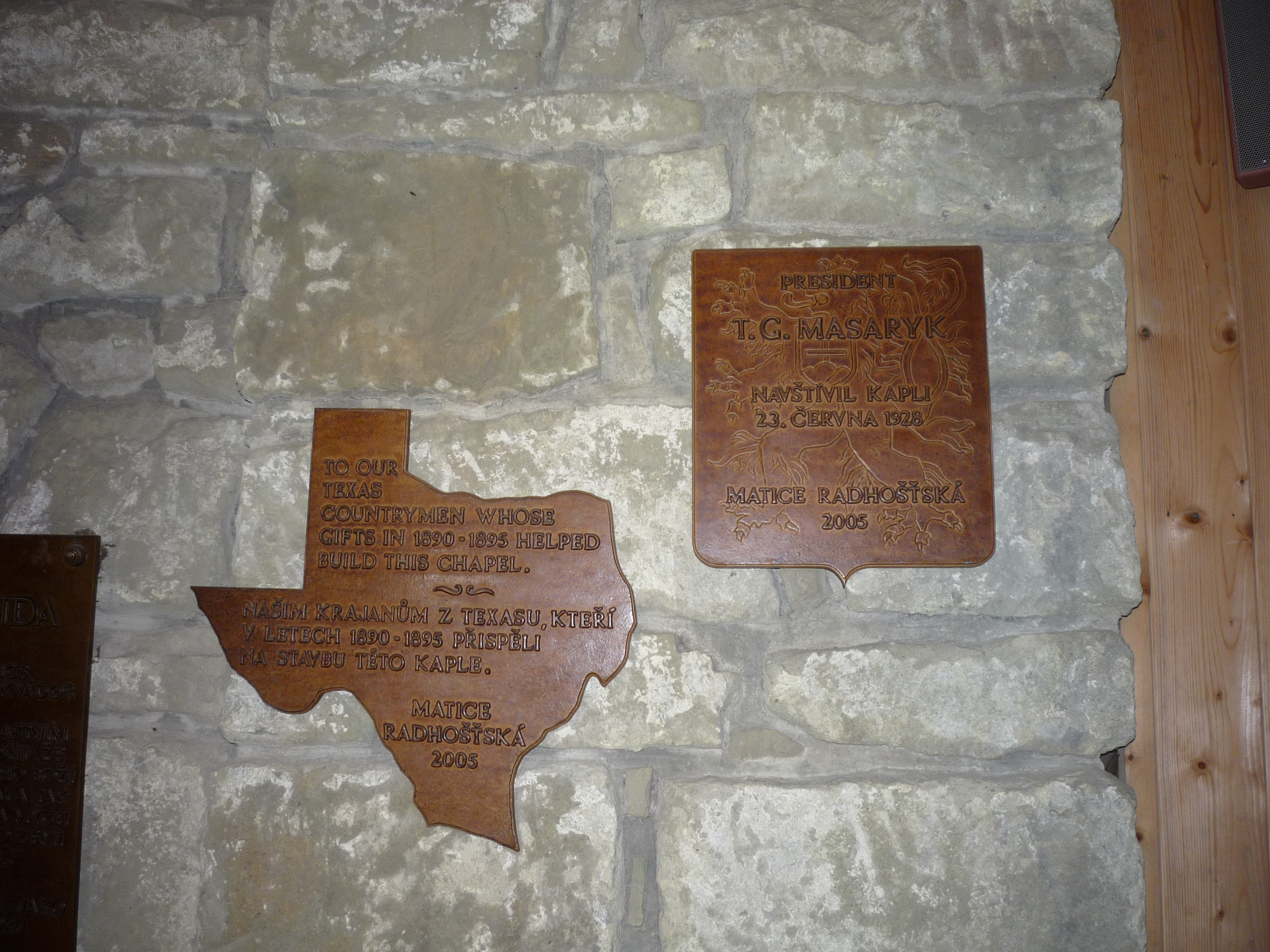
Pamětní deska připomínající návštěvu prezidenta Masaryka